# Searsia quartiniana
Searsia quartiniana är en sumakväxtart som först beskrevs av Achille Richard, och fick sitt nu gällande namn av A.J.Mill.. Searsia quartiniana ingår i släktet Searsia och familjen sumakväxter. Inga underarter finns listade i Catalogue of Life.